# Revaz Mindorashvili
Revaz Mindorashvili (n. 1 iulie 1976, Gurjaani⁠(d), Kakhesia⁠(d), Georgia) este un luptător ce a reprezentat Georgia, medaliat olimpic. A participat la 2 ediții ale Jocurilor Olimpice (2004, 2008) în care a câștigat o medalie de aur.